# Jezioro Białe (województwo lubelskie)
Jezioro Białe – jezioro we wschodniej Polsce, położone w województwie lubelskim, we wschodniej części Równiny Łęczyńsko-Włodawskiej, 7 km na południe od miejscowości Włodawa przy wsi Okuninka. Jezioro położone jest w dorzeczu rzek: Tarasienka – Włodawka – Bug – Narew – Wisła. Jezioro jest zbiornikiem bezodpływowym i bezdopływowym, okresowy dopływ jeziora Białego od lat jest wyschnięty.

## Charakterystyka roślinności wodnej
Twarde piaszczyste dno oraz wąska strefa brzegowa sprawiają, że rozwój roślinności wodnej w jeziorze Białym jest znikomy.
W strefie przyjeziornej przeważają czyste, piaszczyste plaże. Jedynie na północno-zachodnim brzegu występuje łąka. Obszar ten (obecnie położony poza terenem zlewni) oddzielono od jeziora groblą i poddano zabiegom hydrotechnicznym (melioracje). 

## Otoczenie jeziora Białego
Wokół zbiornika, w odległości 100–150 m od jego brzegów (w rejonie łąk do ok. 800 m) biegnie droga powiatowa nr 1726L, asfaltowa, domknięta od strony zachodniej odcinkiem trasy Chełm – Włodawa, która wytycza również zachodnią granicę zlewni bezpośredniej jeziora Białego. Od strony południowej, do otaczającej jezioro drogi asfaltowej przylega fragment kompleksu leśnego – Lasy Sobiborskie, na terenie którego w 1983 r. utworzono Sobiborski Park Krajobrazowy stanowiący część Poleskiego Obszaru Chronionego Krajobrazu. Północny odcinek szosy przecina niewielką wieś Okuninka, a jej wschodnia odnoga – wieś Tarasiuki. Obie miejscowości, choć zlokalizowane w bezpośredniej bliskości jeziora, leżą poza granicami zlewni i nie stanowią większego zagrożenia dla jeziora. Teren między jeziorem a okalającą je drogą, po stronie północno-zachodniej, został w całości zagospodarowany na potrzeby turystyki i rekreacji. Mieści się tu ponad 80 ośrodków wypoczynkowych oraz 15 ogólnodostępnych pól namiotowych. Na przedłużeniu wsi Okuninka oraz we wsi Tarasiuki, po zewnętrznej stronie drogi, położone są prywatne działki letniskowe. W ich pobliżu, przy północnym brzegu jeziora rozwinęło się centrum handlowo-usługowe z licznymi punktami gastronomicznymi, kioskami spożywczymi, sklepami itp.